# Nôvi abeczedár
Nôvi abeczedár (Novi abecednik) je prekmurski šolski učbenik evangeličanskega učitelja Štefana Lülika iz 1820.
Knjigo je Lülik prevedel iz neomenjenega nemškega učbenika (z-nísteri nemski táksi kní'zicz vküp pobráni). Vsebuje abecedo in zloge ter misli za otroke, basni, pouke v verzih, molitve, kratko aritmetiko in tudi zdravstvena pravila. Lülikov učbenik je pomembno delo prekmurske književnosti, ker je bil prvi šolski učbenik, ki je prevzel novo pisavo Mihaela Barle, v kateri je avtor uporabil posebne znake za označevanje nekaterih dvoglasnikov (ej kot ê; ou kot ô). Čeprav je bila Barlova pisava v rabi samo v prekmurski evangeličanski književnosti.
Lülik skrije svoje ime na naslovnici za velike začetnice verjetno po zgledu Štefana Sijarta: L. S. P. S.
Lülikov učbenik je bil natisnjen v Šopronu v tiskarni vdove Katalin Kultsár. Ima tri ponatise: iz leta 1852, 1856 in 1863, ki so bili vsi natisnjeni v tiskarni Sándorja Czéha v Mosonmagyaróvárju. Stroške je pokrival András Balogh iz Dolnje Lendave.
Lülik je namenil izdati obširnejši učbenik v dvojezični (prekmursko-madžarski) obliki, toda je ostala ta knjiga v rokopisu.
Od csemérnoga Medveda.

Eden medved je na edno vcsélo, stera ga je vjêla, tak csemeren grátao, kaj je zráven k-vinyáki sao, i tam vsze roje razbio. Ali, ka je opravio z-szvojími norszkimi csemérmi? Vsze te gori zrásene vcséle szo na nyega szpadnole i tak szoga zgrizle, kaj bi szr'mák szkoro oszlepno. –

Vcsenyé. Tak sze godí na vékse i onim lüdém, kí pri vszáksem málom zbantivanyi preczi od csemérov goríjo, i szamí szebi zadovolnoszt szprávlajo.